# Parectatosoma echinus
Parectatosoma echinus är en insektsart som beskrevs av James Wood-Mason 1879. Parectatosoma echinus ingår i släktet Parectatosoma och familjen Anisacanthidae. Inga underarter finns listade i Catalogue of Life.